# Campeonato Mundial 2022-23 de Fórmula E
El Campeonato Mundial de Fórmula E de 2022-23 fue la 9.ª temporada del Campeonato Mundial de Fórmula E de la historia. Fue organizada por la Federación Internacional del Automóvil (FIA). Fue la primera temporada con el chasis Fórmula E Gen3.
El británico Jake Dennis se consagró campeón de esta edición, mientras que el equipo Envision Racing se quedó con el título de equipos.

## Equipos y pilotos
Los siguientes equipos y pilotos estuvieron bajo contrato para competir en el Campeonato Mundial de 2022-23. Todos los equipos compitieron con neumáticos suministrados por Hankook, siendo la primera temporada con este suministrador de neumáticos.
| Equipo                           | Unidad de potencia | Unidad de potencia | N.º | Pilotos                | Siglas | Carreras   |
| -------------------------------- | ------------------ | ------------------ | --- | ---------------------- | ------ | ---------- |
| NEOM McLaren Formula E Team      | Nissan             | e-4ORCE 04         | 5   | Jake Hughes            | HUG    | Todas      |
| NEOM McLaren Formula E Team      | Nissan             | e-4ORCE 04         | 58  | René Rast              | RAS    | Todas      |
| Maserati MSG Racing              | Maserati           | Tipo Folgore       | 7   | Maximilian Günther     | GÜN    | Todas      |
| Maserati MSG Racing              | Maserati           | Tipo Folgore       | 48  | Edoardo Mortara        | MOR    | Todas      |
| Jaguar TCS Racing                | Jaguar             | I-Type 6           | 9   | Mitch Evans            | EVA    | Todas      |
| Jaguar TCS Racing                | Jaguar             | I-Type 6           | 10  | Sam Bird               | BIR    | Todas      |
| Envision Racing                  | Jaguar             | I-Type 6           | 16  | Sébastien Buemi        | BUE    | Todas      |
| Envision Racing                  | Jaguar             | I-Type 6           | 37  | Nick Cassidy           | CAS    | Todas      |
| Avalanche Andretti Formula E     | Porsche            | 99X Electric       | 27  | Jake Dennis            | DEN    | Todas      |
| Avalanche Andretti Formula E     | Porsche            | 99X Electric       | 36  | André Lotterer         | LOT    | 1-9, 12-16 |
| Avalanche Andretti Formula E     | Porsche            | 99X Electric       | 36  | David Beckmann         | BEC    | 10-11      |
| TAG Heuer Porsche Formula E Team | Porsche            | 99X Electric       | 13  | António Félix da Costa | DAC    | Todas      |
| TAG Heuer Porsche Formula E Team | Porsche            | 99X Electric       | 94  | Pascal Wehrlein        | WEH    | Todas      |
| Mahindra Racing                  | Mahindra           | M9Electro          | 8   | Oliver Rowland         | ROW    | 1-9        |
| Mahindra Racing                  | Mahindra           | M9Electro          | 8   | Roberto Merhi          | MER    | 10-16      |
| Mahindra Racing                  | Mahindra           | M9Electro          | 11  | Lucas Di Grassi        | DIG    | Todas      |
| Nissan Formula E Team            | Nissan             | e-4ORCE 04         | 17  | Norman Nato            | NAT    | Todas      |
| Nissan Formula E Team            | Nissan             | e-4ORCE 04         | 23  | Sacha Fenestraz        | FEN    | Todas      |
| NIO 333 FE Team                  | NIO 333            | ER9                | 3   | Sérgio Sette Câmara    | SET    | Todas      |
| NIO 333 FE Team                  | NIO 333            | ER9                | 33  | Dan Ticktum            | TIC    | Todas      |
| DS Penske                        | DS                 | E-Tense FE23       | 1   | Stoffel Vandoorne      | VAN    | Todas      |
| DS Penske                        | DS                 | E-Tense FE23       | 25  | Jean-Éric Vergne       | JEV    | Todas      |
| ABT Cupra Formula E Team         | Mahindra           | M9Electro          | 4   | Robin Frijns           | FRI    | 1, 6-16    |
| ABT Cupra Formula E Team         | Mahindra           | M9Electro          | 4   | Kelvin van der Linde   | VDL    | 2-5        |
| ABT Cupra Formula E Team         | Mahindra           | M9Electro          | 51  | Nico Müller            | MÜL    | Todas      |
| Fuente:                          |                    |                    |     |                        |        |            |

## Cambios

### Cambios de pilotos
- Sébastien Buemi dejó Nissan e.dams tras cuatro temporadas y pasó a Envision Racing en reemplazo de Robin Frijns.[12]
- André Lotterer anunció que dejará Porsche Formula E Team y la categoría para continuar su carrera en el Campeonato Mundial de Resistencia de la FIA.[34] Sin embargo, el 6 de septiembre de 2022, fue confirmado su fichaje por Andretti junto a Jake Dennis.[16]
- Alexander Sims se retiró de la Fórmula E una vez finalizada la temporada 2021-22.[35]
- Lucas Di Grassi pasó a Mahindra Racing tras retirarse Venturi Racing de la categoría.[21]
- António Félix da Costa se unió a Porsche tras conducir para Techeetah durante varias temporadas.[18]
- René Rast, expiloto de Audi ABT, es piloto titular del nuevo equipo de McLaren.[5]
- Norman Nato, expiloto de Venturi y Jaguar, es nuevo piloto de Nissan e.Dams. Sacha Fenestraz es su compañero y corre a tiempo completo tras correr en una carrera el año anterior con Dragon.[24]
- Robin Frijns abandonó Envision Racing y pasó a Team ABT. Nico Müller regresó a la categoría para ser su compañero.[31]
- Sérgio Sette Câmara fichó por NIO tras estar tres temporadas en Dragon.[26]
- Tras retirarse Mercedes-EQ de la Fórmula E, Stoffel Vandoorne fichó por DS Penske. Jean-Éric Vergne dejó Techeetah para acompañarlo en el equipo.[29]
- Edoardo Mortara y Maximilian Günther dejaron Venturi y Nissan respectivamente y ficharon por el equipo debutante Maserati.[7]
- McLaren cuenta con el debutante británico Jake Hughes, proveniente del Campeonato de Fórmula 2 de la FIA.[4]
- Kelvin van der Linde debutó en la Fórmula E en sustitución de Robin Frijns en ABT en el e-Prix de Diriyah luego de que el neerlandés sufriera una lesión en la muñeca durante el e-Prix de la Ciudad de México.[32]
- En el e-Prix de Yakarta, David Beckmann, expiloto de Fórmula 2, reemplazó a su compatriota André Lotterer en Andretti debido a su participación en las 24 Horas de Le Mans 2023.[36]
- Oliver Rowland decidió rescindir su contrato con Mahindra, es por ello que el piloto español Roberto Merhi lo sustituyó en el e-Prix de Yakarta, y en las carreras posteriores.[22]

### Cambios de equipos
- Mercedes dejó el campeonato después de competir durante tres temporadas y ganar dos veces los títulos de pilotos y constructores en las temporada 2020-21 y 2021-22.[37]
- El 10 de enero de 2022, Maserati anunció su ingreso a la Fórmula E en la temporada 2022-23.[38] Se convirtieron en el primer fabricante italiano de la serie, posteriormente se confirmó su alianza con Venturi Racing.[39]
- El 5 de mayo de 2022, se confirmó el regreso de ABT Sportsline a la categoría, tras un año de ausencia, como equipo cliente.[40]
- El 14 de mayo de 2022, se anunció el ingreso de McLaren a la categoría, sustituyendo a Mercedes.[41]
- DS y Techeetah anunciaron el final de su relación después de cuatro temporadas. En cambio, DS se asoció con Penske, y Techeetah no está presente en esta temporada.[42]

### Cambios de e-Prixs
- Se incorporó el e-Prix de Hyderabad al calendario, se va a disputar en el circuito callejero de la ciudad de Hyderabad.[43]
- Se incorporó el e-Prix de São Paulo al calendario, se va a disputar en el circuito callejero de São Paulo.[44]
- El 19 de octubre del año 2022, se anunció la incorporación del cancelado e-Prix de Ciudad del Cabo la pasada temporada.[45]
- El 7 de diciembre del año 2022, fue anunciada la incorporación del nuevo e-Prix de Portland en Estados Unidos.[46]

## Entrenamientos

### Pretemporada
Las pruebas de pretemporada se disputaron del 13 de diciembre al 16 diciembre en el circuito Ricardo Tormo, Cheste (España).
| N.º | Circuito                                  | Mapa del circuito    | Resultados      | Resultados | Resultados         | Resultados | Resultados | Resultados   | Resultados |
| --- | ----------------------------------------- | -------------------- | --------------- | ---------- | ------------------ | ---------- | ---------- | ------------ | ---------- |
| 1   | Circuito Ricardo Tormo Longitud: 3,376 km |                      | Fecha           | Fecha      | N.º                | Piloto     | Equipo     | Mejor tiempo | Vueltas    |
| 1   | Circuito Ricardo Tormo Longitud: 3,376 km | Día 1                | 13 de diciembre | 7          | Maximilian Günther | Maserati   | 1:26.096   | 77           |            |
| 1   | Circuito Ricardo Tormo Longitud: 3,376 km | Día 2                | 14 de diciembre | 7          | Maximilian Günther | Maserati   | 1:25.449   | 50           |            |
| 1   | Circuito Ricardo Tormo Longitud: 3,376 km | Día 3                | 15 de diciembre | 17         | Norman Nato        | Nissan     | 1:25.776   | 22           |            |
| 1   | Circuito Ricardo Tormo Longitud: 3,376 km | Día 4                | 16 de diciembre | 7          | Maximilian Günther | Maserati   | 1:25.127   | 100          |            |
| 1   | Circuito Ricardo Tormo Longitud: 3,376 km | Resultados completos |                 |            |                    |            |            |              |            |

### Test de Jóvenes Pilotos
| N.º | Circuito                                                    | Mapa del circuito | Resultados | Resultados       | Resultados | Resultados | Resultados   | Resultados |
| --- | ----------------------------------------------------------- | ----------------- | ---------- | ---------------- | ---------- | ---------- | ------------ | ---------- |
| 1   | Circuito del Aeropuerto Berlín-Tempelhof Longitud: 2,355 km |                   | Fecha      | N.º              | Piloto     | Equipo     | Mejor tiempo | Vueltas    |
| 1   | Circuito del Aeropuerto Berlín-Tempelhof Longitud: 2,355 km | 24 de abril       | 7          | Felipe Drugovich | Maserati   | 1:05.509   | 99           |            |

## Calendario
El 26 de agosto del año 2022 se publicó un calendario provisiorio, que constaba de 18 carreras. Comenzó el 14 de enero en la Ciudad de México y finalizará el 30 de julio en Londres. Las novedades principales de este calendario son la incorporación al calendario de los e-Prix de Hyderabad y São Paulo, serán las primeras carreras de Fórmula E en India y Brasil.
El 19 de octubre se anunció la incorporación de Ciudad del Cabo al calendario, siendo la primera carrera en Sudáfrica de la categoría, también se anunció la suspensión del e-Prix de Seúl, ya que la zona del Parque Olímpico donde se corrió la pasada temporada, será sometida a una importante remodelación y se espera el anunció de una nueva ubicación para la carrera en la capital surcorena u otra sede dentro del país o buscar un nuevo socio, también se anunció un doblete de carreras más que se realizaría en Berlín.
El 7 de diciembre se anunció que la cita por anunciar de mayo no se realizará y que se incorporaría al calendario el e-Prix de Portland en Oregón, completando así un calendario con 16 carreras, se espera que se compita en Portland International Raceway en una configuración recortada.
| Carrera             | e-Prix                        | Circuito                                               | Fecha         |
| ------------------- | ----------------------------- | ------------------------------------------------------ | ------------- |
| 1                   | e-Prix de la Ciudad de México | Autódromo Hermanos Rodríguez, Ciudad de México         | 14 de enero   |
| 2                   | e-Prix de Diriyah             | Circuito callejero de Diriyah, Diriyah                 | 27 de enero   |
| 3                   | e-Prix de Diriyah             | Circuito callejero de Diriyah, Diriyah                 | 28 de enero   |
| 4                   | e-Prix de Hyderabad           | Circuito callejero de Hyderabad, Hyderabad             | 11 de febrero |
| 5                   | e-Prix de Ciudad del Cabo     | Circuito callejero de Ciudad del Cabo, Ciudad del Cabo | 25 de febrero |
| 6                   | e-Prix de São Paulo           | Circuito callejero de São Paulo, São Paulo             | 25 de marzo   |
| 7                   | e-Prix de Berlín              | Circuito del Aeropuerto Berlín-Tempelhof, Berlín       | 22 de abril   |
| 8                   | e-Prix de Berlín              | Circuito del Aeropuerto Berlín-Tempelhof, Berlín       | 23 de abril   |
| 9                   | e-Prix de Mónaco              | Circuito de Mónaco, Montecarlo                         | 6 de mayo     |
| 10                  | e-Prix de Yakarta             | Circuito Internacional e-Prix de Yakarta, Yakarta      | 3 de junio    |
| 11                  | e-Prix de Yakarta             | Circuito Internacional e-Prix de Yakarta, Yakarta      | 4 de junio    |
| 12                  | e-Prix de Portland            | Portland International Raceway, Portland               | 24 de junio   |
| 13                  | e-Prix de Roma                | Circuito callejero del EUR, Roma                       | 15 de julio   |
| 14                  | e-Prix de Roma                | Circuito callejero del EUR, Roma                       | 16 de julio   |
| 15                  | e-Prix de Londres             | Circuito del centro de exposiciones ExCeL, Londres     | 29 de julio   |
| 16                  | e-Prix de Londres             | Circuito del centro de exposiciones ExCeL, Londres     | 30 de julio   |
| Carreras canceladas |                               |                                                        |               |
|                     | e-Prix de Seúl                | Circuito callejero de Seúl, Seúl                       |               |
| Fuente:             |                               |                                                        |               |

## Resultados
| Ronda   | Fecha                | e-Prix | Mapa del circuito              | Resultados                    | Resultados         | Resultados                    | Resultados             |
| ------- | -------------------- | --- | ------------------------------ | ----------------------------- | ------------------ | ----------------------------- | ---------------------- |
| 1       | 13 y 14 de enero     | e-Prix de la Ciudad de México Autódromo Hermanos Rodríguez Longitud: 2,630 km Vueltas: 36 Distancia de carrera: 94,680 km Ganador 2021-22: Pascal Wehrlein - Porsche                           |                                | Libres 1                      | Jean-Éric Vergne   | Ganador                       | Jake Dennis            |
| 1       | 13 y 14 de enero     | e-Prix de la Ciudad de México Autódromo Hermanos Rodríguez Longitud: 2,630 km Vueltas: 36 Distancia de carrera: 94,680 km Ganador 2021-22: Pascal Wehrlein - Porsche                           | Libres 2                       | Pascal Wehrlein               | 2.º puesto         | Pascal Wehrlein               |                        |
| 1       | 13 y 14 de enero     | e-Prix de la Ciudad de México Autódromo Hermanos Rodríguez Longitud: 2,630 km Vueltas: 36 Distancia de carrera: 94,680 km Ganador 2021-22: Pascal Wehrlein - Porsche                           | Ganador grupos clasificatorios | Jake Dennis (1:13.074)        | 3.er puesto        | Lucas Di Grassi               |                        |
| 1       | 13 y 14 de enero     | e-Prix de la Ciudad de México Autódromo Hermanos Rodríguez Longitud: 2,630 km Vueltas: 36 Distancia de carrera: 94,680 km Ganador 2021-22: Pascal Wehrlein - Porsche                           | Pole position                  | Lucas Di Grassi (1:13.575)    | Vuelta rápida      | Jake Dennis (1:14.195)        |                        |
| 1       | 13 y 14 de enero     | e-Prix de la Ciudad de México Autódromo Hermanos Rodríguez Longitud: 2,630 km Vueltas: 36 Distancia de carrera: 94,680 km Ganador 2021-22: Pascal Wehrlein - Porsche                           | Resultados completos           |                               |                    |                               |                        |
| 2       | 26, 27 y 28 de enero | e-Prix de Diriyah Circuito callejero de Diriyah Longitud: 2,495 km Vueltas: 39 Distancia de carrera: 97,305 km Ganadores 2021-22: Nyck de Vries - Mercedes Edoardo Mortara - Venturi           |                                | Libres 1                      | Sam Bird           | Ganador                       | Pascal Wehrlein        |
| 2       | 26, 27 y 28 de enero | e-Prix de Diriyah Circuito callejero de Diriyah Longitud: 2,495 km Vueltas: 39 Distancia de carrera: 97,305 km Ganadores 2021-22: Nyck de Vries - Mercedes Edoardo Mortara - Venturi           | Libres 2                       | Dan Ticktum                   | 2.º puesto         | Jake Dennis                   |                        |
| 2       | 26, 27 y 28 de enero | e-Prix de Diriyah Circuito callejero de Diriyah Longitud: 2,495 km Vueltas: 39 Distancia de carrera: 97,305 km Ganadores 2021-22: Nyck de Vries - Mercedes Edoardo Mortara - Venturi           | Ganador grupos clasificatorios | Sam Bird (1:09:942)           | 3.er puesto        | Sam Bird                      |                        |
| 2       | 26, 27 y 28 de enero | e-Prix de Diriyah Circuito callejero de Diriyah Longitud: 2,495 km Vueltas: 39 Distancia de carrera: 97,305 km Ganadores 2021-22: Nyck de Vries - Mercedes Edoardo Mortara - Venturi           | Pole position                  | Sébastien Buemi (1:09:435)    | Vuelta rápida      | René Rast (1:10.117)          |                        |
| 3       | 26, 27 y 28 de enero | e-Prix de Diriyah Circuito callejero de Diriyah Longitud: 2,495 km Vueltas: 39 Distancia de carrera: 97,305 km Ganadores 2021-22: Nyck de Vries - Mercedes Edoardo Mortara - Venturi           | Libres 3                       | Mitch Evans                   | Ganador            | Pascal Wehrlein               |                        |
| 3       | 26, 27 y 28 de enero | e-Prix de Diriyah Circuito callejero de Diriyah Longitud: 2,495 km Vueltas: 39 Distancia de carrera: 97,305 km Ganadores 2021-22: Nyck de Vries - Mercedes Edoardo Mortara - Venturi           | Libres 3                       | Mitch Evans                   | 2.º puesto         | Jake Dennis                   |                        |
| 3       | 26, 27 y 28 de enero | e-Prix de Diriyah Circuito callejero de Diriyah Longitud: 2,495 km Vueltas: 39 Distancia de carrera: 97,305 km Ganadores 2021-22: Nyck de Vries - Mercedes Edoardo Mortara - Venturi           | Ganador grupos clasificatorios | Jake Hughes (1:09:361)        | 3.er puesto        | René Rast                     |                        |
| 3       | 26, 27 y 28 de enero | e-Prix de Diriyah Circuito callejero de Diriyah Longitud: 2,495 km Vueltas: 39 Distancia de carrera: 97,305 km Ganadores 2021-22: Nyck de Vries - Mercedes Edoardo Mortara - Venturi           | Pole position                  | Jake Hughes (1:08:693)        | Vuelta rápida      | Sam Bird (1:09:010)           |                        |
| 3       | 26, 27 y 28 de enero | e-Prix de Diriyah Circuito callejero de Diriyah Longitud: 2,495 km Vueltas: 39 Distancia de carrera: 97,305 km Ganadores 2021-22: Nyck de Vries - Mercedes Edoardo Mortara - Venturi           | Resultados completos           |                               |                    |                               |                        |
| 4       | 10 y 11 de febrero   | e-Prix de Hyderabad Circuito callejero de Hyderabad Longitud: 2,835 km Vueltas: 32 Distancia de carrera: 90,720 km Ganador 2021-22: Primera edición                                            |                                | Libres 1                      | Sébastien Buemi    | Ganador                       | Jean-Éric Vergne       |
| 4       | 10 y 11 de febrero   | e-Prix de Hyderabad Circuito callejero de Hyderabad Longitud: 2,835 km Vueltas: 32 Distancia de carrera: 90,720 km Ganador 2021-22: Primera edición                                            | Libres 2                       | Sam Bird                      | 2.º puesto         | Nick Cassidy                  |                        |
| 4       | 10 y 11 de febrero   | e-Prix de Hyderabad Circuito callejero de Hyderabad Longitud: 2,835 km Vueltas: 32 Distancia de carrera: 90,720 km Ganador 2021-22: Primera edición                                            | Ganador grupos clasificatorios | René Rast (1:14:091)          | 3.er puesto        | António Félix da Costa        |                        |
| 4       | 10 y 11 de febrero   | e-Prix de Hyderabad Circuito callejero de Hyderabad Longitud: 2,835 km Vueltas: 32 Distancia de carrera: 90,720 km Ganador 2021-22: Primera edición                                            | Pole position                  | Mitch Evans (1:13:228)        | Vuelta rápida      | Norman Nato (1:14:698)        |                        |
| 4       | 10 y 11 de febrero   | e-Prix de Hyderabad Circuito callejero de Hyderabad Longitud: 2,835 km Vueltas: 32 Distancia de carrera: 90,720 km Ganador 2021-22: Primera edición                                            | Resultados completos           |                               |                    |                               |                        |
| 5       | 24 y 25 de febrero   | e-Prix de Ciudad del Cabo Circuito callejero de Ciudad del Cabo Longitud: 2,943 km Vueltas: 30 Distancia de carrera: 88,290 km Ganador 2021-22: Primera edición                                |                                | Libres 1                      | Edoardo Mortara    | Ganador                       | António Félix da Costa |
| 5       | 24 y 25 de febrero   | e-Prix de Ciudad del Cabo Circuito callejero de Ciudad del Cabo Longitud: 2,943 km Vueltas: 30 Distancia de carrera: 88,290 km Ganador 2021-22: Primera edición                                | Libres 2                       | Nick Cassidy                  | 2.º puesto         | Jean-Éric Vergne              |                        |
| 5       | 24 y 25 de febrero   | e-Prix de Ciudad del Cabo Circuito callejero de Ciudad del Cabo Longitud: 2,943 km Vueltas: 30 Distancia de carrera: 88,290 km Ganador 2021-22: Primera edición                                | Ganador grupos clasificatorios | René Rast (1:08.844)          | 3.er puesto        | Nick Cassidy                  |                        |
| 5       | 24 y 25 de febrero   | e-Prix de Ciudad del Cabo Circuito callejero de Ciudad del Cabo Longitud: 2,943 km Vueltas: 30 Distancia de carrera: 88,290 km Ganador 2021-22: Primera edición                                | Pole position                  | Sacha Fenestraz (1:07.848)    | Vuelta rápida      | Jean-Éric Vergne (1:09.740)   |                        |
| 5       | 24 y 25 de febrero   | e-Prix de Ciudad del Cabo Circuito callejero de Ciudad del Cabo Longitud: 2,943 km Vueltas: 30 Distancia de carrera: 88,290 km Ganador 2021-22: Primera edición                                | Resultados completos           |                               |                    |                               |                        |
| 6       | 24 y 25 de marzo     | e-Prix de São Paulo Circuito callejero de São Paulo Longitud: 2,960 km Vueltas: 31 Distancia de carrera: 91,760 km Ganador 2021-22: Primera edición                                            |                                | Libres 1                      | Sébastien Buemi    | Ganador                       | Mitch Evans            |
| 6       | 24 y 25 de marzo     | e-Prix de São Paulo Circuito callejero de São Paulo Longitud: 2,960 km Vueltas: 31 Distancia de carrera: 91,760 km Ganador 2021-22: Primera edición                                            | Libres 2                       | António Félix da Costa        | 2.º puesto         | Nick Cassidy                  |                        |
| 6       | 24 y 25 de marzo     | e-Prix de São Paulo Circuito callejero de São Paulo Longitud: 2,960 km Vueltas: 31 Distancia de carrera: 91,760 km Ganador 2021-22: Primera edición                                            | Ganador grupos clasificatorios | Sam Bird (1:12.669)           | 3.er puesto        | Sam Bird                      |                        |
| 6       | 24 y 25 de marzo     | e-Prix de São Paulo Circuito callejero de São Paulo Longitud: 2,960 km Vueltas: 31 Distancia de carrera: 91,760 km Ganador 2021-22: Primera edición                                            | Pole position                  | Stoffel Vandoorne (1:11.904)  | Vuelta rápida      | Sam Bird (1:13.684)           |                        |
| 6       | 24 y 25 de marzo     | e-Prix de São Paulo Circuito callejero de São Paulo Longitud: 2,960 km Vueltas: 31 Distancia de carrera: 91,760 km Ganador 2021-22: Primera edición                                            | Resultados completos           |                               |                    |                               |                        |
| 7       | 21, 22 y 23 de abril | e-Prix de Berlín Circuito del Aeropuerto Berlín-Tempelhof Longitud: 2,355 km Vueltas: 40 Distancia de carrera: 94,200 km Ganadores 2021-22: Edoardo Mortara - Venturi Nyck de Vries - Mercedes |                                | Libres 1                      | Stoffel Vandoorne  | Ganador                       | Mitch Evans            |
| 7       | 21, 22 y 23 de abril | e-Prix de Berlín Circuito del Aeropuerto Berlín-Tempelhof Longitud: 2,355 km Vueltas: 40 Distancia de carrera: 94,200 km Ganadores 2021-22: Edoardo Mortara - Venturi Nyck de Vries - Mercedes | Libres 2                       | Maximilian Günther            | 2.º puesto         | Sam Bird                      |                        |
| 7       | 21, 22 y 23 de abril | e-Prix de Berlín Circuito del Aeropuerto Berlín-Tempelhof Longitud: 2,355 km Vueltas: 40 Distancia de carrera: 94,200 km Ganadores 2021-22: Edoardo Mortara - Venturi Nyck de Vries - Mercedes | Ganador grupos clasificatorios | Sam Bird (1:05:975)           | 3.er puesto        | Maximilian Günther            |                        |
| 7       | 21, 22 y 23 de abril | e-Prix de Berlín Circuito del Aeropuerto Berlín-Tempelhof Longitud: 2,355 km Vueltas: 40 Distancia de carrera: 94,200 km Ganadores 2021-22: Edoardo Mortara - Venturi Nyck de Vries - Mercedes | Pole position                  | Sébastien Buemi (1:05.605)    | Vuelta rápida      | André Lotterer (1:07.269)     |                        |
| 8       | 21, 22 y 23 de abril | e-Prix de Berlín Circuito del Aeropuerto Berlín-Tempelhof Longitud: 2,355 km Vueltas: 40 Distancia de carrera: 94,200 km Ganadores 2021-22: Edoardo Mortara - Venturi Nyck de Vries - Mercedes | Libres 3                       | Mitch Evans                   | Ganador            | Nick Cassidy                  |                        |
| 8       | 21, 22 y 23 de abril | e-Prix de Berlín Circuito del Aeropuerto Berlín-Tempelhof Longitud: 2,355 km Vueltas: 40 Distancia de carrera: 94,200 km Ganadores 2021-22: Edoardo Mortara - Venturi Nyck de Vries - Mercedes | Libres 3                       | Mitch Evans                   | 2.º puesto         | Jake Dennis                   |                        |
| 8       | 21, 22 y 23 de abril | e-Prix de Berlín Circuito del Aeropuerto Berlín-Tempelhof Longitud: 2,355 km Vueltas: 40 Distancia de carrera: 94,200 km Ganadores 2021-22: Edoardo Mortara - Venturi Nyck de Vries - Mercedes | Ganador grupos clasificatorios | Sébastien Buemi (1:18:282)    | 3.er puesto        | Jean-Éric Vergne              |                        |
| 8       | 21, 22 y 23 de abril | e-Prix de Berlín Circuito del Aeropuerto Berlín-Tempelhof Longitud: 2,355 km Vueltas: 40 Distancia de carrera: 94,200 km Ganadores 2021-22: Edoardo Mortara - Venturi Nyck de Vries - Mercedes | Pole position                  | Robin Frijns (1:18:447)       | Vuelta rápida      | Maximilian Günther (1:06.911) |                        |
| 8       | 21, 22 y 23 de abril | e-Prix de Berlín Circuito del Aeropuerto Berlín-Tempelhof Longitud: 2,355 km Vueltas: 40 Distancia de carrera: 94,200 km Ganadores 2021-22: Edoardo Mortara - Venturi Nyck de Vries - Mercedes | Resultados completos           |                               |                    |                               |                        |
| 9       | 6 de mayo            | e-Prix de Mónaco Circuito de Mónaco Longitud: 3,337 km Vueltas: 29 Distancia de carrera: 96,773 km Ganador 2021-22: Stoffel Vandoorne - Mercedes                                               |                                | Libres 1                      | Mitch Evans        | Ganador                       | Nick Cassidy           |
| 9       | 6 de mayo            | e-Prix de Mónaco Circuito de Mónaco Longitud: 3,337 km Vueltas: 29 Distancia de carrera: 96,773 km Ganador 2021-22: Stoffel Vandoorne - Mercedes                                               | Libres 2                       | Maximilian Günther            | 2.º puesto         | Mitch Evans                   |                        |
| 9       | 6 de mayo            | e-Prix de Mónaco Circuito de Mónaco Longitud: 3,337 km Vueltas: 29 Distancia de carrera: 96,773 km Ganador 2021-22: Stoffel Vandoorne - Mercedes                                               | Ganador grupos clasificatorios | Norman Nato (1:30.138)        | 3.er puesto        | Jake Dennis                   |                        |
| 9       | 6 de mayo            | e-Prix de Mónaco Circuito de Mónaco Longitud: 3,337 km Vueltas: 29 Distancia de carrera: 96,773 km Ganador 2021-22: Stoffel Vandoorne - Mercedes                                               | Pole position                  | Jake Hughes (Sin tiempo)      | Vuelta rápida      | Jake Dennis (1:31.119)        |                        |
| 9       | 6 de mayo            | e-Prix de Mónaco Circuito de Mónaco Longitud: 3,337 km Vueltas: 29 Distancia de carrera: 96,773 km Ganador 2021-22: Stoffel Vandoorne - Mercedes                                               | Resultados completos           |                               |                    |                               |                        |
| 10      | 2, 3 y 4 de junio    | e-Prix de Yakarta Circuito Internacional e-Prix de Yakarta Longitud: 2,378 km Vueltas: 36 Distancia de carrera: 85,608 km Ganador 2021-22: Mitch Evans - Jaguar                                |                                | Libres 1                      | Maximilian Günther | Ganador                       | Pascal Wehrlein        |
| 10      | 2, 3 y 4 de junio    | e-Prix de Yakarta Circuito Internacional e-Prix de Yakarta Longitud: 2,378 km Vueltas: 36 Distancia de carrera: 85,608 km Ganador 2021-22: Mitch Evans - Jaguar                                | Libres 2                       | Maximilian Günther            | 2.º puesto         | Jake Dennis                   |                        |
| 10      | 2, 3 y 4 de junio    | e-Prix de Yakarta Circuito Internacional e-Prix de Yakarta Longitud: 2,378 km Vueltas: 36 Distancia de carrera: 85,608 km Ganador 2021-22: Mitch Evans - Jaguar                                | Ganador grupos clasificatorios | Maximilian Günther (1:08.837) | 3.er puesto        | Maximilian Günther            |                        |
| 10      | 2, 3 y 4 de junio    | e-Prix de Yakarta Circuito Internacional e-Prix de Yakarta Longitud: 2,378 km Vueltas: 36 Distancia de carrera: 85,608 km Ganador 2021-22: Mitch Evans - Jaguar                                | Pole position                  | Maximilian Günther (1:08.141) | Vuelta rápida      | Nick Cassidy (1:09.797)       |                        |
| 11      | 2, 3 y 4 de junio    | e-Prix de Yakarta Circuito Internacional e-Prix de Yakarta Longitud: 2,378 km Vueltas: 36 Distancia de carrera: 85,608 km Ganador 2021-22: Mitch Evans - Jaguar                                | Libres 3                       | Maximilian Günther            | Ganador            | Maximilian Günther            |                        |
| 11      | 2, 3 y 4 de junio    | e-Prix de Yakarta Circuito Internacional e-Prix de Yakarta Longitud: 2,378 km Vueltas: 36 Distancia de carrera: 85,608 km Ganador 2021-22: Mitch Evans - Jaguar                                | Libres 3                       | Maximilian Günther            | 2.º puesto         | Jake Dennis                   |                        |
| 11      | 2, 3 y 4 de junio    | e-Prix de Yakarta Circuito Internacional e-Prix de Yakarta Longitud: 2,378 km Vueltas: 36 Distancia de carrera: 85,608 km Ganador 2021-22: Mitch Evans - Jaguar                                | Ganador grupos clasificatorios | Maximilian Günther (1:08.416) | 3.er puesto        | Mitch Evans                   |                        |
| 11      | 2, 3 y 4 de junio    | e-Prix de Yakarta Circuito Internacional e-Prix de Yakarta Longitud: 2,378 km Vueltas: 36 Distancia de carrera: 85,608 km Ganador 2021-22: Mitch Evans - Jaguar                                | Pole position                  | Maximilian Günther (1:07.753) | Vuelta rápida      | Jake Dennis (1:09.171)        |                        |
| 11      | 2, 3 y 4 de junio    | e-Prix de Yakarta Circuito Internacional e-Prix de Yakarta Longitud: 2,378 km Vueltas: 36 Distancia de carrera: 85,608 km Ganador 2021-22: Mitch Evans - Jaguar                                | Resultados completos           |                               |                    |                               |                        |
| 12      | 23 y 24 de junio     | e-Prix de Portland Portland International Raceway Longitud: 3,190 km Vueltas: 28 Distancia de carrera: 89,320 km Ganador 2021-22: Primera edición                                              |                                | Libres 1                      | René Rast          | Ganador                       | Nick Cassidy           |
| 12      | 23 y 24 de junio     | e-Prix de Portland Portland International Raceway Longitud: 3,190 km Vueltas: 28 Distancia de carrera: 89,320 km Ganador 2021-22: Primera edición                                              | Libres 2                       | Norman Nato                   | 2.º puesto         | Jake Dennis                   |                        |
| 12      | 23 y 24 de junio     | e-Prix de Portland Portland International Raceway Longitud: 3,190 km Vueltas: 28 Distancia de carrera: 89,320 km Ganador 2021-22: Primera edición                                              | Ganador grupos clasificatorios | René Rast (1:09.808)          | 3.er puesto        | António Félix da Costa        |                        |
| 12      | 23 y 24 de junio     | e-Prix de Portland Portland International Raceway Longitud: 3,190 km Vueltas: 28 Distancia de carrera: 89,320 km Ganador 2021-22: Primera edición                                              | Pole position                  | Jake Dennis (1:08.931)        | Vuelta rápida      | Mitch Evans (1:11.216)        |                        |
| 12      | 23 y 24 de junio     | e-Prix de Portland Portland International Raceway Longitud: 3,190 km Vueltas: 28 Distancia de carrera: 89,320 km Ganador 2021-22: Primera edición                                              | Resultados completos           |                               |                    |                               |                        |
| 13      | 14, 15 y 16 de julio | e-Prix de Roma Circuito callejero del EUR Longitud: 2,860 km Vueltas: 25 Distancia de carrera: 71,500 km Ganadores 2021-22: Mitch Evans - Jaguar Mitch Evans - Jaguar                          |                                | Libres 1                      | Pascal Wehrlein    | Ganador                       | Mitch Evans            |
| 13      | 14, 15 y 16 de julio | e-Prix de Roma Circuito callejero del EUR Longitud: 2,860 km Vueltas: 25 Distancia de carrera: 71,500 km Ganadores 2021-22: Mitch Evans - Jaguar Mitch Evans - Jaguar                          | Libres 2                       | Mitch Evans                   | 2.º puesto         | Nick Cassidy                  |                        |
| 13      | 14, 15 y 16 de julio | e-Prix de Roma Circuito callejero del EUR Longitud: 2,860 km Vueltas: 25 Distancia de carrera: 71,500 km Ganadores 2021-22: Mitch Evans - Jaguar Mitch Evans - Jaguar                          | Ganador grupos clasificatorios | Sacha Fenestraz (1:38.912)    | 3.er puesto        | Maximilian Günther            |                        |
| 13      | 14, 15 y 16 de julio | e-Prix de Roma Circuito callejero del EUR Longitud: 2,860 km Vueltas: 25 Distancia de carrera: 71,500 km Ganadores 2021-22: Mitch Evans - Jaguar Mitch Evans - Jaguar                          | Pole position                  | Mitch Evans (1:39.089)        | Vuelta rápida      | Mitch Evans (1:41:694)        |                        |
| 14      | 14, 15 y 16 de julio | e-Prix de Roma Circuito callejero del EUR Longitud: 2,860 km Vueltas: 25 Distancia de carrera: 71,500 km Ganadores 2021-22: Mitch Evans - Jaguar Mitch Evans - Jaguar                          | Libres 3                       | Mitch Evans                   | Ganador            | Jake Dennis                   |                        |
| 14      | 14, 15 y 16 de julio | e-Prix de Roma Circuito callejero del EUR Longitud: 2,860 km Vueltas: 25 Distancia de carrera: 71,500 km Ganadores 2021-22: Mitch Evans - Jaguar Mitch Evans - Jaguar                          | Libres 3                       | Mitch Evans                   | 2.º puesto         | Norman Nato                   |                        |
| 14      | 14, 15 y 16 de julio | e-Prix de Roma Circuito callejero del EUR Longitud: 2,860 km Vueltas: 25 Distancia de carrera: 71,500 km Ganadores 2021-22: Mitch Evans - Jaguar Mitch Evans - Jaguar                          | Ganador grupos clasificatorios | Jake Dennis (1:38.214)        | 3.er puesto        | Sam Bird                      |                        |
| 14      | 14, 15 y 16 de julio | e-Prix de Roma Circuito callejero del EUR Longitud: 2,860 km Vueltas: 25 Distancia de carrera: 71,500 km Ganadores 2021-22: Mitch Evans - Jaguar Mitch Evans - Jaguar                          | Pole position                  | Jake Dennis (1:37.986)        | Vuelta rápida      | Jake Dennis (1:40.482)        |                        |
| 14      | 14, 15 y 16 de julio | e-Prix de Roma Circuito callejero del EUR Longitud: 2,860 km Vueltas: 25 Distancia de carrera: 71,500 km Ganadores 2021-22: Mitch Evans - Jaguar Mitch Evans - Jaguar                          | Resultados completos           |                               |                    |                               |                        |
| 15      | 28, 29 y 30 de julio | e-Prix de Londres Circuito del centro de exposiciones ExCeL Longitud: 2,090 km Vueltas: 36 Distancia de carrera: 75,240 km Ganadores 2021-22: Jake Dennis - Andretti Lucas di Grassi - Venturi |                                | Libres 1                      | Norman Nato        | Ganador                       | Mitch Evans            |
| 15      | 28, 29 y 30 de julio | e-Prix de Londres Circuito del centro de exposiciones ExCeL Longitud: 2,090 km Vueltas: 36 Distancia de carrera: 75,240 km Ganadores 2021-22: Jake Dennis - Andretti Lucas di Grassi - Venturi | Libres 2                       | Nick Cassidy                  | 2.º puesto         | Jake Dennis                   |                        |
| 15      | 28, 29 y 30 de julio | e-Prix de Londres Circuito del centro de exposiciones ExCeL Longitud: 2,090 km Vueltas: 36 Distancia de carrera: 75,240 km Ganadores 2021-22: Jake Dennis - Andretti Lucas di Grassi - Venturi | Ganador grupos clasificatorios | Nick Cassidy (1:10.721)       | 3.er puesto        | Sébastien Buemi               |                        |
| 15      | 28, 29 y 30 de julio | e-Prix de Londres Circuito del centro de exposiciones ExCeL Longitud: 2,090 km Vueltas: 36 Distancia de carrera: 75,240 km Ganadores 2021-22: Jake Dennis - Andretti Lucas di Grassi - Venturi | Pole position                  | Mitch Evans (1:10.578)        | Vuelta rápida      | Jake Hughes (1:12.714)        |                        |
| 16      | 28, 29 y 30 de julio | e-Prix de Londres Circuito del centro de exposiciones ExCeL Longitud: 2,090 km Vueltas: 36 Distancia de carrera: 75,240 km Ganadores 2021-22: Jake Dennis - Andretti Lucas di Grassi - Venturi | Libres 3                       | Mitch Evans                   | Ganador            | Nick Cassidy                  |                        |
| 16      | 28, 29 y 30 de julio | e-Prix de Londres Circuito del centro de exposiciones ExCeL Longitud: 2,090 km Vueltas: 36 Distancia de carrera: 75,240 km Ganadores 2021-22: Jake Dennis - Andretti Lucas di Grassi - Venturi | Libres 3                       | Mitch Evans                   | 2.º puesto         | Mitch Evans                   |                        |
| 16      | 28, 29 y 30 de julio | e-Prix de Londres Circuito del centro de exposiciones ExCeL Longitud: 2,090 km Vueltas: 36 Distancia de carrera: 75,240 km Ganadores 2021-22: Jake Dennis - Andretti Lucas di Grassi - Venturi | Ganador grupos clasificatorios | Nick Cassidy (1:10.521)       | 3.er puesto        | Jake Dennis                   |                        |
| 16      | 28, 29 y 30 de julio | e-Prix de Londres Circuito del centro de exposiciones ExCeL Longitud: 2,090 km Vueltas: 36 Distancia de carrera: 75,240 km Ganadores 2021-22: Jake Dennis - Andretti Lucas di Grassi - Venturi | Pole position                  | Nick Cassidy (1:10.092)       | Vuelta rápida      | Jake Dennis (1:21.554)        |                        |
| 16      | 28, 29 y 30 de julio | e-Prix de Londres Circuito del centro de exposiciones ExCeL Longitud: 2,090 km Vueltas: 36 Distancia de carrera: 75,240 km Ganadores 2021-22: Jake Dennis - Andretti Lucas di Grassi - Venturi | Resultados completos           |                               |                    |                               |                        |
| Fuente: |                      | |                                |                               |                    |                               |                        |

## Clasificaciones

### Puntuaciones
Carrera
| Posición | 1.º | 2.º | 3.º | 4.º | 5.º | 6.º | 7.º | 8.º | 9.º | 10.º | VR | P |
| Puntos   | 25  | 18  | 15  | 12  | 10  | 8   | 6   | 4   | 2   | 1    | 1  | 3 |

### Campeonato de Pilotos
| Pos. | N.º | Piloto                 | MEX | DIR | DIR | HYD | CAB | SÃO | BER | BER | MON | YAK | YAK | PRT | ROM | ROM | LON | LON | Puntos |
| ---- | --- | ---------------------- | --- | --- | --- | --- | --- | --- | --- | --- | --- | --- | --- | --- | --- | --- | --- | --- | ------ |
| 1    | 27  | Jake Dennis            | 1   | 2   | 2   | 16  | 13  | Ret | 18  | 2   | 3   | 2   | 2   | 2   | 4   | 1   | 2   | 3   | 229    |
| 2    | 37  | Nick Cassidy           | 9   | 6   | 13  | 2   | 3   | 2   | 5   | 1   | 1   | 7   | 18  | 1   | 2   | 14  | Ret | 1   | 199    |
| 3    | 9   | Mitch Evans            | 8   | 10  | 7   | Ret | 11  | 1   | 1   | 4   | 2   | Ret | 3   | 4   | 1   | Ret | 1   | 2   | 197    |
| 4    | 94  | Pascal Wehrlein        | 2   | 1   | 1   | 4   | Ret | 7   | 6   | 7   | 10  | 1   | 6   | 8   | 9   | 7   | 9   | 10  | 149    |
| 5    | 25  | Jean-Éric Vergne       | 12  | 7   | 16  | 1   | 2   | 5   | 7   | 3   | 7   | 5   | 16  | 11  | 5   | 15  | Ret | 22  | 107    |
| 6    | 16  | Sébastien Buemi        | 6   | 4   | 6   | 15  | 5   | 10  | 4   | 20  | 8   | 21  | 10  | 5   | Ret | 5   | 3   | 6   | 105    |
| 7    | 7   | Maximilian Günther     | 11  | DNS | 19  | 13  | Ret | 11  | 3   | 6   | Ret | 3   | 1   | 6   | 3   | 6   | 12  | 14  | 101    |
| 8    | 10  | Sam Bird               | Ret | 3   | 4   | Ret | DNS | 3   | 2   | 19  | 16  | 20  | DNS | 17  | Ret | 3   | 4   | 7   | 95     |
| 9    | 13  | António Félix da Costa | 7   | 18  | 11  | 3   | 1   | 4   | Ret | 5   | 15  | 8   | 7   | 3   | Ret | 12  | 16  | 16  | 93     |
| 10   | 17  | Norman Nato            | Ret | 12  | 14  | 7   | 8   | Ret | 13  | 16  | 18  | 12  | 5   | 9   | 7   | 2   | 8   | 4   | 63     |
| 11   | 1   | Stoffel Vandoorne      | 10  | 11  | 20  | 8   | 7   | 6   | Ret | 8   | 9   | 4   | 9   | 12  | 11  | 8   | 11  | 5   | 56     |
| 12   | 5   | Jake Hughes            | 5   | 8   | 5   | Ret | 10  | 8   | Ret | 18  | 5   | 10  | Ret | 18  | DNS | 11  | 10  | 19  | 48     |
| 13   | 58  | René Rast              | Ret | 5   | 3   | Ret | 4   | 9   | 17  | 13  | 17  | 15  | 15  | 14  | Ret | 13  | 14  | 12  | 40     |
| 14   | 48  | Edoardo Mortara        | Ret | Ret | 9   | 10  | Ret | Ret | 9   | Ret | 11  | 6   | 8   | Ret | Ret | 4   | 5   | 11  | 39     |
| 15   | 11  | Lucas di Grassi        | 3   | 13  | 15  | 14  | WD  | 13  | 11  | 12  | 12  | 14  | 14  | 7   | Ret | Ret | 6   | 18  | 32     |
| 16   | 23  | Sacha Fenestraz        | 15  | 17  | 8   | 12  | Ret | Ret | 12  | 11  | 4   | 19  | 4   | 15  | 10  | 16  | Ret | 15  | 32     |
| 17   | 33  | Dan Ticktum            | 17  | 14  | 10  | Ret | 6   | 17  | Ret | 10  | 6   | 13  | 11  | 13  | 13  | 9   | 7   | 9   | 28     |
| 18   | 36  | André Lotterer         | 4   | 9   | 12  | 9   | 9   | 12  | 8   | 21  | Ret |     |     | 19  | Ret | Ret | 13  | 21  | 23     |
| 19   | 51  | Nico Müller            | 14  | Ret | Ret | 11  | WD  | Ret | 15  | 9   | Ret | 11  | 12  | Ret | 6   | 10  | Ret | 8   | 15     |
| 20   | 3   | Sérgio Sette Câmara    | 16  | 15  | 17  | 5   | 12  | 16  | 16  | 15  | 14  | 17  | DNS | 16  | 8   | Ret | DSQ | 13  | 14     |
| 21   | 8   | Oliver Rowland         | 13  | 19  | Ret | 6   | WD  | 15  | 10  | 14  | Ret |     |     |     |     |     |     |     | 9      |
| 22   | 4   | Robin Frijns           | Ret |     |     |     |     | 14  | 14  | 17  | 13  | 9   | 13  | 10  | Ret | Ret | Ret | 17  | 6      |
| 23   | 8   | Roberto Merhi          |     |     |     |     |     |     |     |     |     | 18  | 17  | Ret | 12  | Ret | 15  | 20  | 0      |
| 24   | 4   | Kelvin van der Linde   |     | 16  | 18  | Ret | WD  |     |     |     |     |     |     |     |     |     |     |     | 0      |
| 25   | 36  | David Beckmann         |     |     |     |     |     |     |     |     |     | 16  | Ret |     |     |     |     |     | 0      |
| Pos. | N.º | Piloto                 | MEX | DIR | DIR | HYD | CAB | SÃO | BER | BER | MON | YAK | YAK | PRT | ROM | ROM | LON | LON | Puntos |

| Color     | Resultado                                                               |
| --------- | ----------------------------------------------------------------------- |
| Oro       | Ganador                                                                 |
| Plata     | 2.ª plaza                                                               |
| Bronce    | 3.ª plaza                                                               |
| Verde     | Finalizó en los puntos                                                  |
| Azul      | Finalizó sin puntos                                                     |
| Azul      | NC - No clasificado                                                     |
| Violeta   | Ret - No terminó (Carrera)                                              |
| Rojo      | DNQ - No se clasificó                                                   |
| Negro     | DSQ - Descalificado                                                     |
| Blanco    | DNS - No empezó (carrera)                                               |
| Blanco    | WD - Retirado (fin de semana)                                           |
| Blanco    | C - Carrera cancelada                                                   |
| Sin color | DNP - Inscrito pero no participó                                        |
| Sin color | INJ - Lesionado                                                         |
| Sin color | EX - Excluido                                                           |
| Estado    | Resultado                                                               |
| Negrita   | Pole position                                                           |
| Cursiva   | Vuelta rápida                                                           |
| †         | Abandona, pero clasifica al completar el porcentaje requerido para ello |

Fuente: Fórmula E.

### Campeonato de Equipos
| Pos. | Equipo             | N.º | MEX | DIR | DIR | HYD | CAB | SÃO | BER | BER | MON | YAK | YAK | PRT | ROM | ROM | LON | LON | Puntos |
| ---- | ------------------ | --- | --- | --- | --- | --- | --- | --- | --- | --- | --- | --- | --- | --- | --- | --- | --- | --- | ------ |
| 1    | Envision-Jaguar    | 16  | 6   | 4   | 6   | 15  | 5   | 10  | 4   | 20  | 8   | 21  | 10  | 5   | Ret | 5   | 3   | 6   | 304    |
| 1    | Envision-Jaguar    | 37  | 9   | 6   | 13  | 2   | 3   | 2   | 5   | 1   | 1   | 7   | 18  | 1   | 2   | 14  | Ret | 1   | 304    |
| 2    | Jaguar             | 9   | 8   | 10  | 7   | Ret | 11  | 1   | 1   | 4   | 2   | Ret | 3   | 4   | 1   | Ret | 1   | 2   | 292    |
| 2    | Jaguar             | 10  | Ret | 3   | 4   | Ret | DNS | 3   | 2   | 19  | 16  | 20  | DNS | 17  | Ret | 3   | 4   | 7   | 292    |
| 3    | Andretti-Porsche   | 27  | 1   | 2   | 2   | 16  | 13  | Ret | 18  | 2   | 3   | 2   | 2   | 2   | 4   | 1   | 2   | 3   | 252    |
| 3    | Andretti-Porsche   | 36  | 4   | 9   | 12  | 9   | 9   | 12  | 8   | 21  | Ret | 16  | Ret | 19  | Ret | Ret | 13  | 21  | 252    |
| 4    | Porsche            | 13  | 7   | Ret | 11  | 3   | 1   | 4   | Ret | 5   | 15  | 8   | 7   | 3   | Ret | 12  | 16  | 16  | 242    |
| 4    | Porsche            | 94  | 2   | 1   | 1   | 4   | Ret | 7   | 6   | 7   | 10  | 1   | 6   | 6   | 9   | 7   | 9   | 10  | 242    |
| 5    | Penske-DS          | 1   | 10  | 11  | 20  | 8   | 7   | 6   | Ret | 8   | 9   | 4   | 9   | 12  | 11  | 8   | 11  | 5   | 163    |
| 5    | Penske-DS          | 25  | 12  | 7   | 16  | 1   | 2   | 5   | 7   | 3   | 7   | 5   | 16  | 12  | 5   | 15  | Ret | 22  | 163    |
| 6    | Maserati           | 7   | 11  | DNS | 19  | 13  | Ret | 11  | 3   | 6   | Ret | 3   | 1   | 6   | 3   | 6   | 12  | 14  | 140    |
| 6    | Maserati           | 48  | Ret | Ret | 9   | 10  | Ret | Ret | 9   | Ret | 11  | 6   | 8   | Ret | Ret | 4   | 5   | 11  | 140    |
| 7    | Nissan             | 17  | Ret | 12  | 14  | 7   | 8   | Ret | 13  | 16  | 18  | 12  | 5   | 9   | 7   | 2   | 8   | 4   | 95     |
| 7    | Nissan             | 23  | 15  | 17  | 8   | 12  | Ret | Ret | 12  | 11  | 4   | 19  | 4   | 15  | 10  | 16  | Ret | 15  | 95     |
| 8    | McLaren-Nissan     | 5   | 5   | 8   | 5   | Ret | 10  | 8   | Ret | 18  | 5   | 10  | Ret | 18  | DNS | 11  | 10  | 19  | 88     |
| 8    | McLaren-Nissan     | 58  | Ret | 5   | 3   | Ret | 4   | 9   | 17  | 13  | 17  | 15  | 15  | 14  | Ret | 13  | 14  | 12  | 88     |
| 9    | NIO                | 3   | 16  | 15  | 17  | 5   | 12  | 16  | 16  | 15  | 14  | 17  | DNS | 16  | 8   | Ret | DSQ | 13  | 42     |
| 9    | NIO                | 33  | 17  | 14  | 10  | Ret | 6   | 17  | Ret | 10  | 6   | 13  | 11  | 13  | 13  | 9   | 7   | 9   | 42     |
| 10   | Mahindra           | 8   | 13  | 19  | Ret | 6   | WD  | 15  | 10  | 14  | Ret | 18  | 17  | Ret | 12  | Ret | 15  | 20  | 41     |
| 10   | Mahindra           | 11  | 3   | 13  | 15  | 14  | WD  | 13  | 11  | 12  | 12  | 14  | 14  | 7   | Ret | Ret | 6   | 18  | 41     |
| 11   | ABT Cupra-Mahindra | 4   | Ret | 16  | 18  | Ret | WD  | 14  | 14  | 17  | 13  | 9   | 13  | 10  | Ret | Ret | Ret | 17  | 21     |
| 11   | ABT Cupra-Mahindra | 51  | 14  | Ret | Ret | 11  | WD  | Ret | 15  | 9   | Ret | 11  | 12  | Ret | 6   | 10  | Ret | 8   | 21     |
| Pos. | Equipo             | N.º | MEX | DIR | DIR | HYD | CAB | SÃO | BER | BER | MON | YAK | YAK | PRT | ROM | ROM | LON | LON | Puntos |

| Color     | Resultado                                                               |
| --------- | ----------------------------------------------------------------------- |
| Oro       | Ganador                                                                 |
| Plata     | 2.ª plaza                                                               |
| Bronce    | 3.ª plaza                                                               |
| Verde     | Finalizó en los puntos                                                  |
| Azul      | Finalizó sin puntos                                                     |
| Azul      | NC - No clasificado                                                     |
| Violeta   | Ret - No terminó (Carrera)                                              |
| Rojo      | DNQ - No se clasificó                                                   |
| Negro     | DSQ - Descalificado                                                     |
| Blanco    | DNS - No empezó (carrera)                                               |
| Blanco    | WD - Retirado (fin de semana)                                           |
| Blanco    | C - Carrera cancelada                                                   |
| Sin color | DNP - Inscrito pero no participó                                        |
| Sin color | INJ - Lesionado                                                         |
| Sin color | EX - Excluido                                                           |
| Estado    | Resultado                                                               |
| Negrita   | Pole position                                                           |
| Cursiva   | Vuelta rápida                                                           |
| †         | Abandona, pero clasifica al completar el porcentaje requerido para ello |

Fuente: Fórmula E.

### Estadísticas del Campeonato de Pilotos
| Pos. | Piloto                 | Equipo    | e-Prixs | Victorias | Podios | Poles | Vueltas rápidas | Puntos |
| ---- | ---------------------- | --------- | ------- | --------- | ------ | ----- | --------------- | ------ |
| 1    | Jake Dennis            | Andretti  | 16      | 2         | 11     | 2     | 5               | 229    |
| 2    | Nick Cassidy           | Envision  | 16      | 4         | 8      | 1     | 1               | 199    |
| 3    | Mitch Evans            | Jaguar    | 16      | 4         | 7      | 3     | 2               | 197    |
| 4    | Pascal Wehrlein        | Porsche   | 16      | 3         | 4      |       |                 | 149    |
| 5    | Jean-Éric Vergne       | Penske    | 16      | 1         | 3      |       | 1               | 107    |
| 6    | Sébastien Buemi        | Envision  | 16      |           | 1      | 2     |                 | 105    |
| 7    | Maximilian Günther     | Maserati  | 16 (15) | 1         | 4      | 2     | 1               | 101    |
| 8    | Sam Bird               | Jaguar    | 16 (14) |           | 4      |       | 2               | 95     |
| 9    | António Félix da Costa | Porsche   | 16      | 1         | 3      |       |                 | 93     |
| 10   | Norman Nato            | Nissan    | 16      |           | 1      |       | 1               | 47     |
| 11   | Stoffel Vandoorne      | Penske    | 16      |           |        | 1     |                 | 56     |
| 12   | Jake Hughes            | McLaren   | 16 (15) |           |        | 2     | 1               | 48     |
| 13   | René Rast              | McLaren   | 16      |           | 1      |       | 1               | 40     |
| 14   | Edoardo Mortara        | Maserati  | 16      |           |        |       |                 | 39     |
| 15   | Lucas di Grassi        | Mahindra  | 16 (15) |           | 1      | 1     |                 | 32     |
| 16   | Sacha Fenestraz        | Nissan    | 16      |           |        | 1     |                 | 32     |
| 17   | Dan Ticktum            | NIO       | 16      |           |        |       |                 | 28     |
| 18   | André Lotterer         | Andretti  | 16      |           |        |       | 1               | 23     |
| 19   | Nico Müller            | ABT Cupra | 16 (15) |           |        |       |                 | 15     |
| 20   | Sérgio Sette Câmara    | NIO       | 16 (15) |           |        |       |                 | 14     |
| 21   | Oliver Rowland         | Mahindra  | 9 (8)   |           |        |       |                 | 9      |
| 22   | Robin Frijns           | ABT Cupra | 12      |           |        | 1     |                 | 6      |
| 23   | Roberto Merhi          | Mahindra  | 7       |           |        |       |                 | 0      |
| 24   | Kelvin van der Linde   | ABT Cupra | 4 (3)   |           |        |       |                 | 0      |
| 25   | David Beckmann         | Andretti  | 2       |           |        |       |                 | 0      |

### Estadísticas del Campeonato de Equipos
| Pos. | Equipo    | Unidad       | e-Prixs | Victorias | Podios | Poles | Vueltas rápidas | Puntos |
| ---- | --------- | ------------ | ------- | --------- | ------ | ----- | --------------- | ------ |
| 1    | Envision  | I-Type 6     | 16      | 4         | 9      | 3     | 1               | 304    |
| 2    | Jaguar    | I-Type 6     | 16      | 4         | 11     | 3     | 4               | 292    |
| 3    | Andretti  | 99X Electric | 16      | 2         | 11     | 2     | 6               | 252    |
| 4    | Porsche   | 99X Electric | 16      | 4         | 7      |       |                 | 242    |
| 5    | Penske    | E-Tense FE23 | 16      | 1         | 3      | 1     | 1               | 163    |
| 6    | Maserati  | Tipo Folgore | 16      | 1         | 4      | 2     | 1               | 140    |
| 7    | Nissan    | e-4ORCE 04   | 16      |           | 1      | 1     | 1               | 95     |
| 8    | McLaren   | e-4ORCE 04   | 16      |           | 1      | 2     | 2               | 88     |
| 9    | NIO       | ER9          | 14      |           |        |       |                 | 42     |
| 10   | Mahindra  | M9Electro    | 16 (15) |           | 1      | 1     |                 | 41     |
| 11   | ABT Cupra | M9Electro    | 16 (15) |           |        | 1     |                 | 21     |